# Журавльов Олексій Петрович
Олексі́й Петро́вич Журавльо́в (нар. 1905, село Грибаново Московської губернії, тепер Павлово-Посадського району Московської області — 1984, місто Електросталь Московської області) — радянський діяч, сталевар заводу «Електросталь» Московської області, Герой Соціалістичної Праці (1958). Депутат Верховної Ради СРСР 2—5-го скликань (1946—1962).

## Біографія
Народився у селянській родині. Закінчив початкову школу.
З 1924 року працював різноробом заводу «Електросталь» Московської області.
З 1928 року — сталевар заводу «Електросталь» міста Електросталь Московської області. Засвоїв виплавку понад 45 видів жаростійких сплавів.
Член ВКП(б) з 1948 року. 
Потім — на пенсії у місті Електросталь Московської області.

## Нагороди
- Герой Соціалістичної Праці (19.07.1958) — за видатні успіхи досягнуті в розвитку чорної металургії.
- три ордени Леніна (31.03.1945, 5.05.1949, 19.07.1958)
- орден Трудового Червоного Прапора
- медалі

## Пам'ять
У місті Електросталь Московської області у 1985 році названо вулицю на його честь.